# Sonata per a piano núm. 16 en la menor, D 845 (Schubert)
La Sonata per a piano núm. 16 en la menor, D 845 (Op. 42) de Franz Schubert és una obra per piano sol que va compondre durant el mes de maig de 1825.
El primer moviment apareix en la banda sonora de la pel·lícula del 2016, L'Edat d'Ombres.

## Estructura

### I. Moderato
En la tonalitat de la menor. Té l'estructura de forma sonata (el segon tema en do major).
Està en la forma sonata, tot i que hi ha ambigüitat en el material del desenvolupament i el començament de la recapitulació.

### II. Andante poco moto
En la tonalitat de do major. És un tema i variacions. En moltes versions editades, la primera variació no és exacta: falten 4 compassos del tema, just després del compàs 43. Aquesta discrepància va ser observada per Paul Badura-Skoda.
L'edició Wiener Urtext ho esmena amb la nota: "Passatge en impressió més petita - l'editor suggereix la inserció - totalment perduda en la [Primer Edició], probablement a causa de l'error del gravador quan canviava de pàgina. És inconcebible que Schubert, intencionadament, ometés quatre compassos aquí i de conformitat amb les altres variacions." La primera edició és la font primària perquè l'autògraf s'ha perdut.

### III. Scherzo: Allegro vivace - Trio: Un poco più lento
En la tonalitat de la menor i la major. El Trio, en fa major.
És un scherzo en forma ternària composta, però la part principal del scherzo està essencialment en la forma sonata. Comença en la menor i aviat presenta el segon tema en do major sense una transició. El desenvolupament passa a fa menor, la bemoll major i la bemoll menor, arribant finalment a la menor mitjançant una cadència imperfecta. Després del desenvolupament ve el tema inicial en la menor, seguit pel segon tema en la major. El trio, més tranquil i més lent, és en fa major. No hi ha cap coda extra després de la recapitulació del scherzo.

### IV. Rondó: Allegro vivace
En la tonalitat de la menor. Té l'estructura de rondó sonata, en el que el segon tema està en mi menor i mi major.
Comença amb un malenconiosa i lleugera melodia. Aquest moviment està en la forma de rondó sonata. El tema secundari en l'exposició va de mi menor a mi major, mentre en la recapitulació va de la menor a la major. Acaba finalment en la menor.
Daniel Coren ha fet observacions sobre la naturalesa de la recapitulació en el primer moviment d'aquesta sonata. Observa que entre els que van interpretar aquesta obra durant el segle xix hi ha Hans von Bülow, qui la va tocar a Europa i als EUA.